# Вагин, Иван Алексеевич
Ива́н Алексе́евич Ва́гин (18 января 1906, Куда, Иркутский уезд, Иркутская губерния, Российская империя — 17 июня 1982, Чита) — советский партийный работник, Герой Социалистического Труда (1957). Член ВКП(б)/КПСС с 1929 года.

## Биография
Родился 18 января 1906 года в деревне Куда Иркутской области.
- С 1922 года работал по найму.
- В 1933 году окончил курсы партактива.
- 1933—1938: секретарь парткома Петровск-Забайкальского чугунолитейного завода, секретарь партбюро Тормовского шахтоуправления.
- 1938—1941: второй секретарь Сретенского райкома ВКП(б) Читинской области.
- 1941—1947: первый секретарь Сретенского райкома ВКП(б) (информация о деятельности в годы Великой Отечественной войны требует уточнения).
- 1947—1952: инструктор Читинского обкома ВКП(б).
- 1952—1961: первый секретарь Шилкинского райкома ВКП(б)/КПСС.

Совместно с председателем райисполкома А. А. Шумиловым провёл ряд мероприятий по подъёму сельскохозяйственного производства: объединение колхозов в более крупные и укрепление их экономики, создание совхозов, техническое переоснащение хозяйств, строительство механизированных животноводческих ферм. В результате район вошёл в число передовых в Читинской области по производству зерна, мяса, молока и шерсти.
Указом Президиума Верховного Совета СССР от 14 декабря 1957 года за выдающиеся успехи в развитии сельского хозяйства и достижение высоких показателей по производству сельскохозяйственной продукции Ивану Алексеевичу Вагину присвоено звание Героя Социалистического Труда с вручением ордена Ленина и золотой медали «Серп и Молот».
- 1961—1971: председатель партийной комиссии Читинского обкома КПСС.
- С 1971 года — на пенсии.

Жил в Чите. Умер 17 июня 1982 года.

## Награды
- Герой Социалистического Труда (14 декабря 1957)
- Орден Ленина (14 декабря 1957)
- Медаль «За трудовую доблесть» (25 августа 1971)